# Ariel Winter
Ariel Winter Workman (Fairfax, Virginia, 28 januari 1998) is een Amerikaanse actrice die vooral bekend is van haar rol als Alex Dunphy in de ABC-reeks Modern Family.

## Televisie
- 2008-2009

- Lucy in E.R. seizoen 15, aflevering 14-17
- 2009-2020: Modern Family – Alex Dunphy (250 afleveringen)